# وستلی گاف
وستلی گاف (انگلیسی: Westley Gough؛ زادهٔ ۴ مهٔ ۱۹۸۸) دوچرخه‌سوار اهل نیوزیلند است.
وی در مسابقات کشوری و بین‌المللی در مجموع برندهٔ ۴ مدال برنز شده‌است.